# ترقيع الجلد
ترقيع الجلد (بالإنجليزية: Skin grafting)‏ هو عمل جراحي يُستخدم في كثير من الأحيان لعلاج فقدان الجلد بسبب جرح أو حرق أو التهاب أو جراحة. وفي حالة تلف الجلد، تتم إزالته ويتم ترقيع مكانه بجلد جديد. ويمكن أن يقلل ترقيع الجلد من مسار العلاج والاستشفاء اللازم ويمكن أن يحسن أيضًا الوظيفة والمظهر.

## الطعم الذاتي

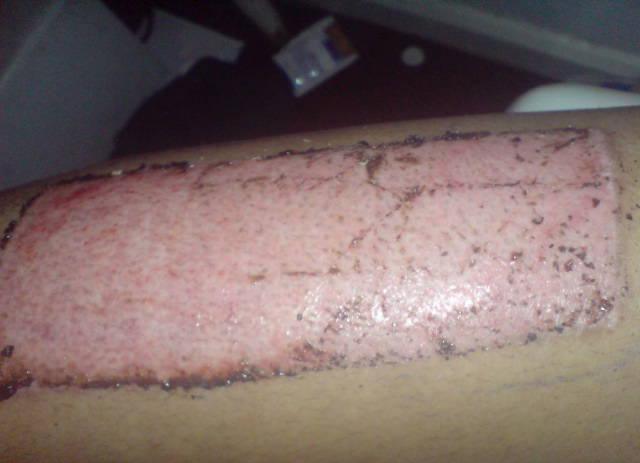
شكل الجلد من مكان الجلد المانح بعد اخذ الجلد منه

تشمل عملية ترقيع الجلد نقل جلد سليم من أحد اجزاء جسم المريض، لتغطية الجزء التالف أو المصاب. وتسمى هذه العملية الترقيع الذاتي أو الطعم الذاتي. ويسمى ذلك الجزء من الجسم الذي يؤخذ منه الجلد للترقيع، الموقع المانح. ويتم اغلاق الموقع المانح بعملية خياطة جراحية.

## الطعم الإسوي
قد لا يكون عند بعض المرضى، جلد معافى وسليم حتى يغطي عملية الترقيع، وفي هذه الحالة يتم البحث عن متبرع لكي يقوم بتوفير عملية الترقيع من جسمه، ويفضل ان يكون المتبرع نوع جلده ولونه مقاربا لنوع ولون نفس الشخص المريض. وتسمى مثل عمليات الترقيع هذه التطعيم المتجانس أو التطعيم المباين (الطعم الإسوي).
توجد طرق ترقيع مؤقتة أخرى تسمى التطعيم غير المتجانس أو التطعيم المغاير تستخدم جلد تم تحضيره بصفة خاصة من الحيوانات. يقوم الجراحون بإبدال الترقيع المؤقت للجلد، بأنسجة جلد ذاتية بعد أن يكون جسم المريض قد أنتج جلدا جديدا في الموقع المانح الأول. وقد قام الباحثون أيضا، بتطوير الجلود الاصطناعية التي من المرجح أن لا يرفضها الجسم، ويمكن أن تعمل بوصفها ترقيعا مؤقتاً.
وفي منتصف ثمانينيات القرن العشرين، بدأ الجرّاحون باستخدام شرائح كبيرة من جلد أنابيب الاختبار، التي تُزرع في المختبرات ليُستفاد منها في عملية الترقيع المؤقت بالنسبة لضحايا الحروق الشاملة.
تتم زراعات الجلد من رِقاع بالغة الصغر للجلد السليم، وتؤخذ من جسم المريض.

## وصلات اضافية
- Skin graft. MedlinePlus Medical Encyclopedia. Parts of this US Federal Government public domain text were used in the article.
- An introduction to the use of vacuum assisted closure.

ترقيع الجلد http://forum.arabia4serv.com/t66399.html#ixzz2j5qdvi9S
http://forum.arabia4serv.com